# Coco Austin
Coco Austin, pseudonimo di Nicole Natalie Austin (Tarzana, 17 marzo 1979), è un personaggio televisivo, modella e attrice statunitense.

## Biografia

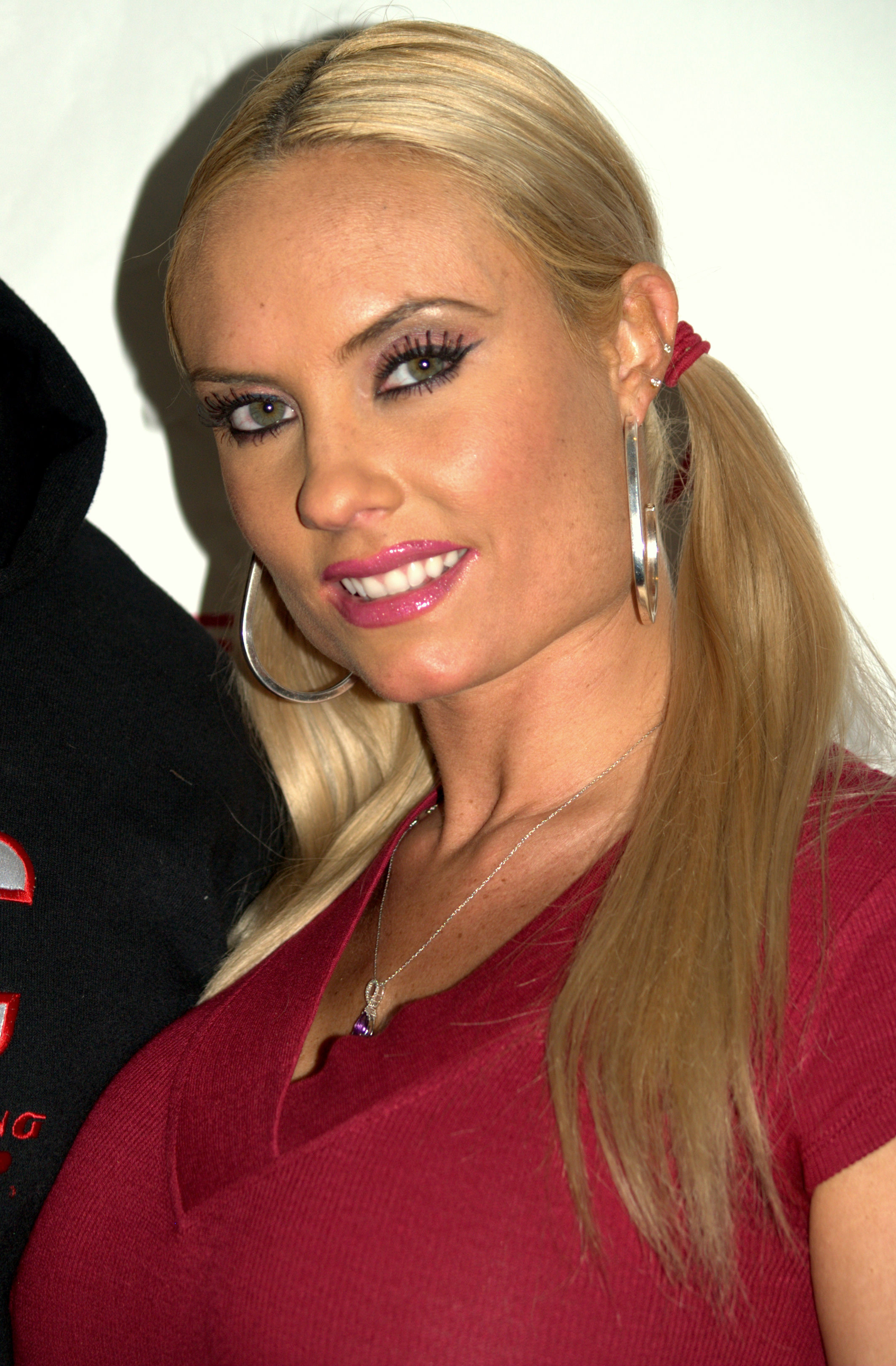
Coco Austin nel 2010

Coco Austin nasce nel 1979. Nel 1998 intraprende l'attività di modella, posando per varie riviste. Grazie al suo matrimonio con l'attore e rapper Ice-T, inizia a frequentare il mondo dello spettacolo. Nel 2002 debutta al cinema con il film Desert Rose. Dal 2004 al 2012 partecipa in vari episodi della serie TV Law & Order - Unità vittime speciali, interpretando personaggi differenti. Nel 2013 partecipa al reality show RuPaul's Drag Race, accrescendo la sua fama.

## Filmografia

### Cinema
- Desert Rose, regia di Michael Saquella (2002)

### Televisione
- Law & Order - Unità vittime speciali (Law & Order: Special Victims Unit) - serie TV, episodi 5x25-9x08-13x11 (2004-2012)
- RuPaul's Drag Race - reality show, 5ª stagione (ospite fisso, 2013)